# Harry Arter
Harry Nicholas Arter (* 28. prosince 1989 Londýn) je irský profesionální fotbalista, který hraje na pozici středního záložníka za anglický klub Nottingham Forest FC a za irský národní tým.
I přesto, že se narodil a vyrostl v Anglii, reprezentuje Irsko díky svým irským kořenům po prarodičích.

## Klubová kariéra
Svou kariéru začal v londýnském Charltonu, kde ovšem odehrál pouze jedno soutěžní utkání. V roce 2007 nastoupil jako střídající hráč v ligovém poháru proti Lutonu, jinak byl posílán na hostování do týmů nižších soutěží Staines Town a Welling United.
V roce 2009 Charlton opustil a odešel do Wokingu, kde začal pravidelně hrát a po sezóně o něj projevil zájem Bournemouth, hrající v té době třetí nejvyšší soutěž. Na podzim 2010 odehrál svůj prvním zápas za Bournemouth, ale byl střídán již v poločase a od té doby nebýval v nominacích k zápasům. Svůj první ligový gól tak vstřelil až během hostování v týmu Carlisle United proti Brightonu, když v nastaveném čase vyrovnal na 3:3. Domácí nicméně ještě jednou brankou strhli vítězství opět na svou stranu.
Od sezóny 2011/12 se postupně stal členem základní sestavy Bournemouthu a pomohl klubu k dvěma postupům o soutěž výš, včetně historického postupu do Premier League po sezóně 2014/15.
12. ledna 2016 v domácím utkání proti West Hamu vstřelil svou první branku v nejvyšší soutěží, když v 17. minutě otevřel skóre utkání, které však jeho tým nakonec prohrál 1:3.

## Reprezentační kariéra
Arter býval nominován do mládežnických reprezentačních výběrů Irska do 17 a 19 let.
V březnu 2015 ho reprezentační trenér Martin O´Neill nominoval ke kvalifikačnímu utkání na EURO 2016 proti Polsku. V utkání nenastoupil a tak si svůj debut v reprezentaci odbyl až v červnu 2015 v přátelském utkání proti Anglii.

## Osobní život
Jeho švagrem je bývalý kapitán anglické reprezentace Scott Parker, který se oženil s Arterovou sestrou.
V prosinci 2015, jen pár dní před domácím utkáním proti Manchesteru United zemřela Arterovi během porodu dcera. I přesto nastoupil o víkendu k zápasu a pomohl týmu k výhře 2:1.